# 中島衛
中島 衛（なかじま まもる、1935年（昭和10年）12月23日 - 2013年（平成25年）11月5日）は、日本の政治家、実業家。位階は従三位。
科学技術庁長官（第48代）・総理府原子力委員会委員長（第48代）、衆議院議員（6期）等を歴任した。
父は元衆議院議員の中島巌。

## 来歴・人物
長野県下伊那郡飯田町（現飯田市）生まれ。飯田高松高等学校（現長野県飯田高等学校）、中央大学経済学部卒業。大学卒業後、父・中島巌が経営する信南交通に入社。信南交通を経て地元・飯田市の青年会議所理事長を務める。
青年会議所での活動を通じて、仲間の企業家から政界への進出を勧められ、1972年の第33回衆議院議員総選挙に旧長野県第3区（定数4）から無所属で出馬したが、得票数6位で落選。
1976年、再び第34回衆議院議員総選挙に無所属で出馬し、初当選した（当選同期に中村喜四郎・愛知和男・鳩山邦夫・西田司・池田行彦・堀内光雄・相澤英之・津島雄二・鹿野道彦・塚原俊平・中西啓介・与謝野馨・渡辺秀央・中川秀直・甘利正など）。
当選後、自由民主党に追加公認を受け入党。自民党では党内刷新を旗印に、1年生議員を集めた「革政会」を結成し、世話人を務める。党内では田中角栄派（木曜クラブ）に所属した。
1980年の第36回衆議院議員総選挙では、得票数4位の林百郎（日本共産党）にわずか214票差で競り負け、落選。1983年の第37回衆議院議員総選挙で返り咲いた。
1985年1月27日、竹下登は田中に「若手といっしょに勉強会をやりたい」と告げた。田中は「いいだろう」と答え、竹下らは翌日から入会勧誘を開始した。1月29日、田中は勉強会は見せかけで公然たるクーデターであることに気付き、1月31日に二階堂進に切り崩しを命じた。83人いた参加希望者は次々と脱落した。2月7日、40人の議員により、創政会が結成される。その中に中島もいた。
1987年7月4日、経世会が結成。会長には竹下が就任し、田中派は「竹下派」「木曜クラブ（二階堂グループ）」「中立系」に3分裂した。中島は経世会に参加した。
建設族議員のドンであった金丸信の薫陶を受け、建設族議員として建設政務次官、自民党建設部会長、道路調査会副会長、衆議院建設委員長を歴任。リニアモーターカーや中央新幹線構想をぶち上げ、超党派の「中央新幹線建設議員連盟」幹事、「リニア中央エクスプレス建設促進期成同盟会」の立ち上げにも関与した。
1992年10月、東京佐川急便事件が発覚し、自由民主党副総裁であった金丸は副総裁を辞任し、衆議院議員も辞職に追い込まれる。竹下派分裂では羽田孜、小沢一郎が率いる改革フォーラム21に参加した（羽田と中島は同じ長野県出身である）。宮澤改造内閣の発足に際しては、中島が金丸の直系であったため入閣の望みは薄かったが、金丸が宮澤喜一首相に対して中島の入閣を懇請したため、首相就任以来経世会を後ろ盾にしてきた宮澤首相はこれを受け入れ、羽田派から中島を科学技術庁長官に、船田元を経済企画庁長官に任命した。
1993年、宮澤内閣不信任決議案の採決を前に辞表を提出し、不信任案に賛成票を投じる。羽田派の造反により不信任決議案は可決され、衆議院は解散された（嘘つき解散）。羽田派は自民党を離党し新生党を結成。自民党は第40回衆議院議員総選挙で過半数を割り込み、新生党公認で旧長野3区から出馬した中島は、同区トップ当選を果たした。1994年、新生党解党に伴い新進党結党に参加。1996年の第41回衆議院議員総選挙では、小選挙区比例代表並立制の導入に伴い新設された長野県第5区から新進党公認で出馬したが、中選挙区時代のライバルである自民党の宮下創平に敗れて落選し、政界を引退した。2006年、旭日大綬章受章。政界引退後は民主党長野県総支部連合会顧問を務めた。
2013年11月5日、脳内出血のため飯田市の飯田病院で死去。77歳没。歿日付で従三位。

## エピソード
趣味は麻雀で、自民党時代に薫陶を受けた金丸信元副総裁も、麻雀仲間の1人だった。